# Coelotes uozumii
Coelotes uozumii là một loài nhện trong họ Amaurobiidae.
Loài này thuộc chi Coelotes. Coelotes uozumii được miêu tả năm 2002 bởi Nishikawa.